# AMZ Tur
Tur – polski pojazd opancerzony klasy LMV, interwencyjno-patrolowy, opracowany przez zakłady AMZ-Kutno, przeznaczony do transportu osób w warunkach niebezpiecznych. Proponowany dla Wojska Polskiego, opracowany w 2007 roku, pozostał na etapie prototypu. Przestrzeń pasażerska mieści 5 żołnierzy wraz z ekwipunkiem i wyposażeniem. Według specyfikacji producenta jest to pojazd przeznaczony do realizacji zadań porządkowo-interwencyjnych (patrolowych). Dalszymi konstrukcjami rodziny Tur były odmienne modele Tur II, Tur III, Tur IV, Tur V, Tur VI i Tur VII.

## Historia
Konstrukcja pojazdu Tur powstała jako odpowiedź na rosnące skargi żołnierzy polskiej armii na brak dostatecznego zabezpieczenia przed minami i atakami w trakcie patroli na misjach w Afganistanie i Iraku.
Używane dotychczas w polskiej armii samochody patrolowe HMMWV nie zapewniały dostatecznej ochrony przeciw atakom rakietowym i wybuchom min i improwizowanych ładunków wybuchowych.
W 2005 roku powstał pierwszy projekt samochodu Tur konstrukcji spółki AMZ-Kutno, we współpracy z Wojskowym Instytutem Techniki Pancernej i Samochodowej (WITPiS) w Sulejówku. W odróżnieniu od wcześniejszej konstrukcji AMZ Dzik, nacisk położono na odporność przeciw wybuchom min i po raz pierwszy w Polsce zastosowano wydzieloną kapsułę załogową mocowaną elastycznie do ramy. Prototyp powstał w 2006 roku, po czym zbudowano dwa dalsze do prób jezdnych i dwa do prób niszczących.
Pierwsze jazdy poligonowe odbyły się na terenie Wojskowego Instytutu Techniki Pancernej i Samochodowej (WITPiS) w Sulejówku 27 marca 2007 roku. Samochód miał wziąć udział w ogłoszonym w sierpniu 2007 roku przez Wojsko Polskie konkursie na Lekki Opancerzony Samochód Patrolowy (LOSP), jakich wojsko zamierzało kupić 120. Ostatecznie jednak AMZ nie złożyła swojej oferty z powodu ryzyka przekroczenia wymaganej dopuszczalnej masy całkowitej 7500 kg, a sam konkurs został zamknięty w 2008 roku bez wyboru oferty. Pomimo zapotrzebowania wojska, wiążącego się z misjami zagranicznymi, i deklaracji o przyspieszonym wyborze lekkich samochodów patrolowych, konkurs na wybór samochodu tego rodzaju nie został w kolejnych latach rozstrzygnięty. 
AMZ-Kutno opracowały następnie powiększony samochód o tej samej nazwie AMZ Tur II, będący jednak zupełnie inną konstrukcją. Natomiast z konstrukcji pierwszego Tura  wywodził się Tur IV, zbudowany w jednym egzemplarzu dla Gwardii Narodowej Tunezji.

### Prototypy
Zbudowano ogółem 5 prototypów pierwszego Tura, z tego 2 zostały zniszczone w próbach odporności. Pierwsze egzemplarze, dla obniżenia kosztów i przyśpieszenia prac konstrukcyjnych, zostały wykonane w oparciu o mocno przebudowane podwozia prototypów nowych samochodów użytkowych SCAM (firmy przejętej później przez IVECO). Podwozia te zostały przebudowane i ukształtowane zgodnie z nowymi wymaganiami do tego stopnia, że z oryginalnych rozwiązań pozostały praktycznie mosty i koła. Konstruktorzy zamierzali docelowo stosować całkowicie własne podwozie oraz koła o większej średnicy. Również z IVECO pochodzi silnik i układy przeniesienia napędu oraz część wyposażenia, w rodzaju deski rozdzielczej. Ostatni piąty prototyp wprowadził zmieniony wygląd przedniej części i inne drobne ulepszenia.
Prototyp był uzbrojony w wkm kalibru 12,7 mm na otwartej obrotnicy na dachu, który mógł być zastąpiony przez inne bronie, w tym granatnik automatyczny. Następnie prototyp otrzymał zdalnie sterowane prototypowe stanowisko ZSMU-1276A konstrukcji OBR SM Tarnów, z wkm kalibru 12,7 mm WKM-B.

## Dane techniczne

### Napęd
- silnik wysokoprężny z turbodoładowaniem, 4-cylindrowy IVECO Aifo F1C Euro 3 o mocy 129,4 kW (176 KM) przy 3600 obr./min[1]; 16 zaworów (4 na cylinder); wyposażony w turbodoładowanie z chłodnicą powietrza doładowującego; układ Common Rail; pojemność skokowa: 2998 cm³; maksymalny moment obrotowy: 380 Nm
- Skrzynia biegów: firmy ZF, manualna, 6-biegowa zsynchronizowana + bieg wsteczny[1]
- Sprzęgło: hydrauliczne, suche, jednotarczowe
- Przekładnia redukcyjna oraz skrzynia rozdzielcza umożliwiająca wykorzystanie łącznie 24 przełożeń: 12 do jazdy po drogach utwardzonych oraz 12 do jazdy terenowej[1]
- Stały napęd na 4 koła

## Opancerzenie

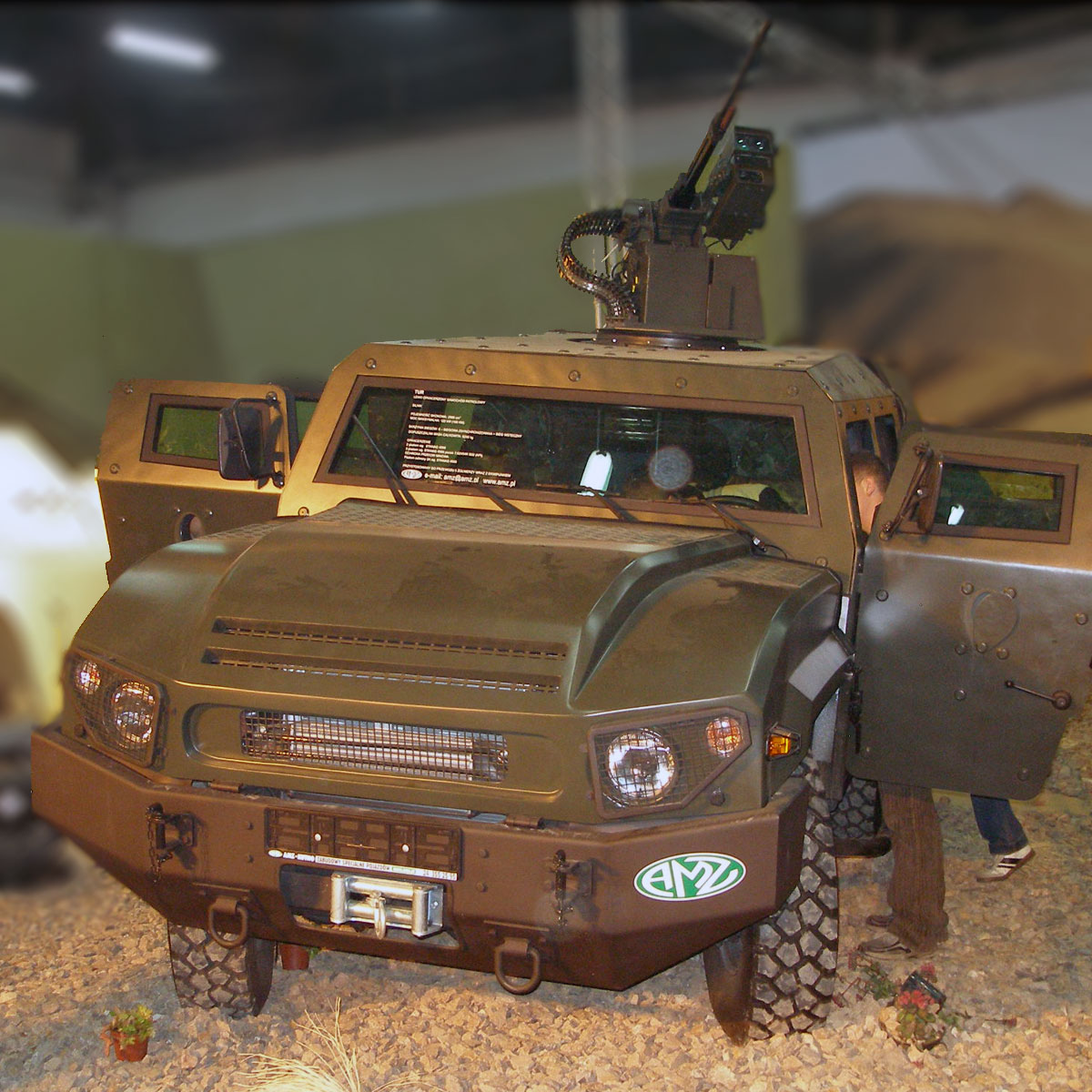

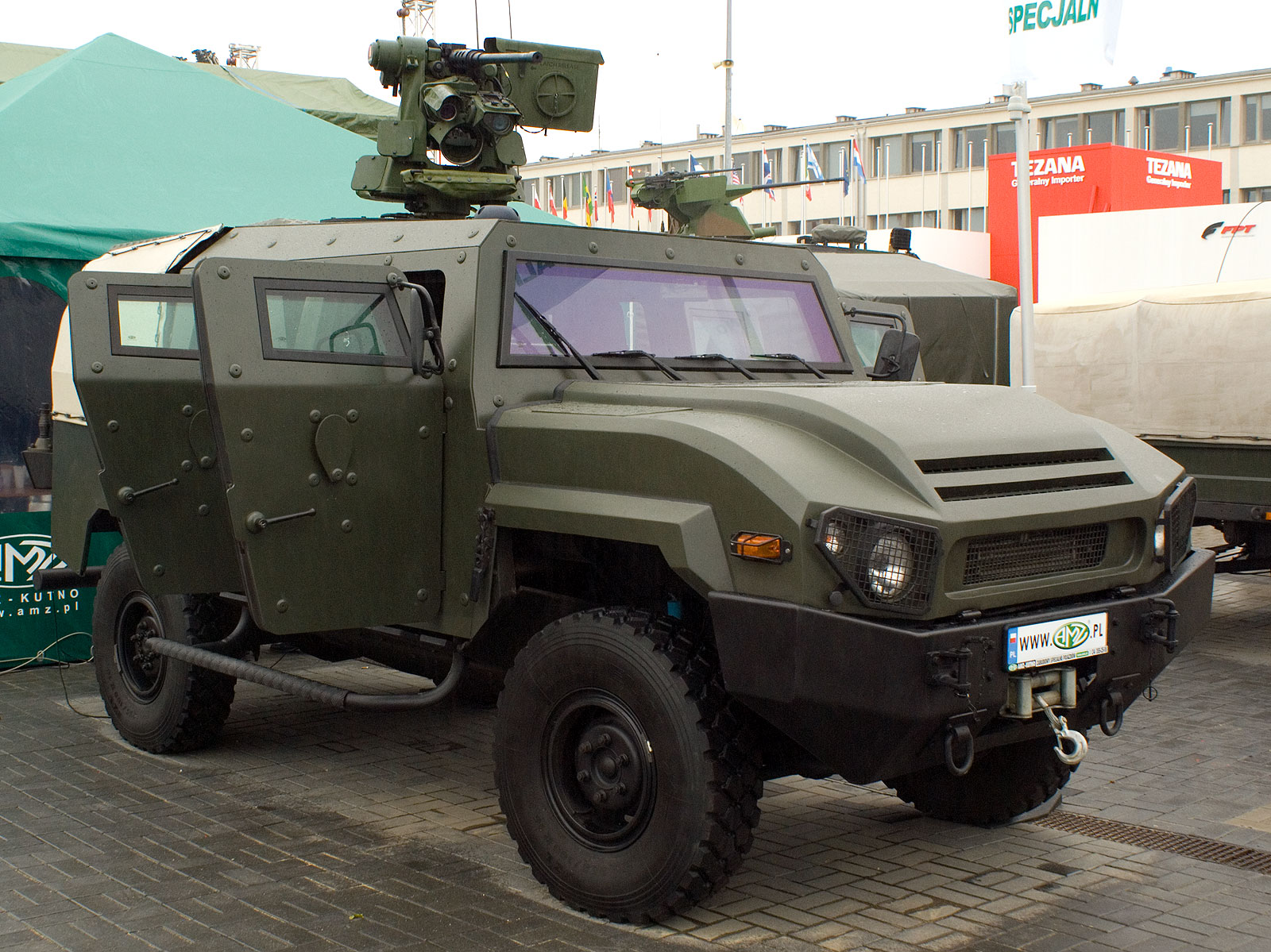
Prototyp Tur w 2008 ze stanowiskiem ZSMU-1276A

Tur posiada modułowy pancerz, spełniający standardy opancerzenia STANAG 4569 na poziomie 2 z możliwością rozszerzenia do 3, chroniące go przed ostrzałem z broni maszynowej kalibru 7,62×51 i 7,62×54. Kabina zapewnia załodze ochronę przed pociskami przeciwpancernymi kalibru 7,62 mm. Opancerzone są też newralgiczne elementy pojazdu, takie jak zbiornik paliwa i silnik.
Specjalnie profilowana podłoga, ukształtowana tak, by rozpraszała impet wybuchu, jest w stanie wytrzymać sześć kilogramów materiału wybuchowego TNT eksplodującego centralnie pod nim.
Na życzenie montowane jest opancerzenie z systemem z komponentów ceramicznych.

### Ochrona balistyczna pojazdu
- ochrona przed pociskami przeciwpancernymi kalibru 7,62×51 mm lub 7,62x54R B32 API (poziom 3 według STANAG 4569)[1],
- ochronę przed skutkami wybuchu ładunku TNT o masie 6 kg, centralnie pod pojazdem (poziom 2a według STANAG 4569)[1],
- silnik opancerzony płytami bocznymi w klasie FB6.

## Wyposażenie
Wnętrze w całości wykończone z miękkiego obicia, doskonałe wyciszenie wnętrza.
- dodatkowy ekran dla kierowcy do obserwacji drogi (przód i tył) w nocy za pomocą kamer FLIR na podczerwień,
- interkom przy każdym fotelu (zestaw słuchawek z mikrofonem),
- filtrowentylacja,
- klimatyzacja,
- fotele dla całej załogi wyposażone w trzypunktowe pasy bezpieczeństwa,
- odbiornik GPS,
- Fonet-BMS,
- możliwość instalacji modułu uzbrojenia,
- uchwyty na broń strzelecką przewożonych żołnierzy,
- rozkładana wieżyczka strzelecka,
- system gaśniczy w komorze silnikowej,
- wyrzutnie granatów dymnych.